# Riksdagen 1562
Riksdagen 1562 ägde rum i Stockholm och Strängnäs.
Ständerna sammanträdde den 29 juni 1562. 
Det är osäkert om något möte har ägt rum i Strängnäs. Mötet kallades till att inledas i denna stad ”vid Pedersmäss” (29 juni), men kort efter den 22 juni beslutade Erik XIV att det skulle flyttas till Stockholm. Förhandlingar med prästerna inleddes den 7 juli och kan ha blivit klara samma dag.
Riksdagen behandlade villkoren för rusttjänst.
Riksdagen avslutades tidigast den 7 juli 1562.